# Capa
|  | Per a altres significats, vegeu «Capa (desambiguació)». |

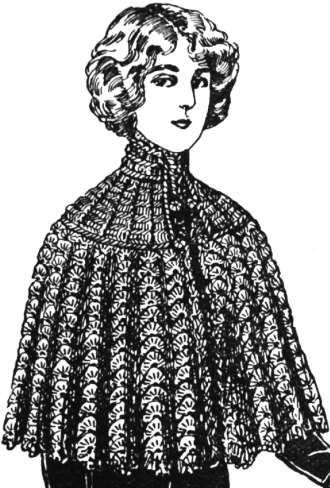
Dona amb una capa de llana.

Una capa és una peça de roba d'abrigar folgada i sense mànigues que cobreix les espatlles i l'esquena i que es lliga a la part de davant del coll. És portada sobre el vestit i pot dur caputxa.
Actualment, en sol portar una la Sibil·la a Mallorca i també en duen, per exemple, els confrares de les processons de Setmana Santa a Andalusia. El papa, els bisbes i altres alts dirigents de l'Església catòlica la conserven com a part de la seva indumentària de treball.

## Història
A Europa era força freqüent a l'hivern durant l'edat mitjana, època en què podia o no incloure caputxa. Sembla que als Països Catalans però, no era tan corrent, o almenys té molt pocs esments a la literatura de l'època i no formava part de la indumentària civil corrent dels personatges catalans (però sí que s'esmenta com a peça portada per àrabs o albanesos, per exemple) de llibres ni a inventaris. En canvi era clarament vista com a peça eclesiàstica, que portava ja el Papa, com descriu L'Espill, i formava part de l'hàbit de religiosos de diferents ordes. Francesc Eiximenis explica també que era la peça d'abrigar emprada pels pobres, i que solien estar fetes de sargil. A la baixa edat mitjana els catalans no clergues preferien usar mantell.
Al segle xviii els homes menorquins ben posicionats duien, sobre el saio i posteriorment la levita, una capa i capell de feltre. Els camperols i menestrals no portaven capa, malgrat que imitaven, en la mesura que les seves possibilitats econòmiques, imitar l'estil de vestir dels més rics, sovint, per exemple, amb teixits més modestos. En aquesta època la capa era una peça exclusivament masculina a Menorca.
Al segle xix, a Europa, la capa va tornar a estar de moda en una versió llarga fins als peus i més rica, que encara s'usa, tot i que molt poc sovint, avui dia com a peça de vestir de gala. A totes les èpoques era portada tant per homes com per dones. Als freds dies d'hivern, es veuen reunits homes amb llargues capes de drap de llana a la Plaza Mayor de Salamanca.
A principis del segle xxi, encara es fan capes denominades espanyoles en alguns establiments antics del centre de la Península com la casa Capas Seseña de Madrid

## Cultura popular
Té una forta importància a la cultura popular. Per exemple, la caputxeta vermella del conte en duu una amb caputxa i vermella, és clar. També en duen sovint els vampirs a l'imaginari col·lectiu, i en particular el comte Dràcula. Solem imaginar amb una llarga capa alguns éssers que poden volar, com per exemple les bruixes, i és peça indispensable de l'"uniforme" de molts superherois clàssics de còmics, com en superman, en batman i en Robin, altres que apareixen a Watchmen, el zorro, etc.
Els superherois van inspirar el vestuari d'Elvis Presley cap al final de la seva carrera, que no va dubtar a portar capes de coll alt i amidonat de colors llampants o metàl·lics. No només ell, ja que aquesta mateixa estètica va estar molt de moda entre alguns altres cantants i grups de música pop als anys setanta.

## Les capes als museus

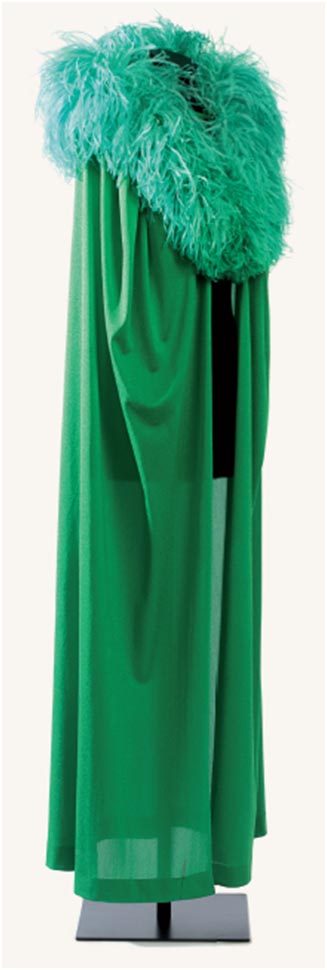
Capa amb draperies, Museu Tèxtil i d'Indumentària (DHUB). Dissenyada per Pedro Rodríguez per a la seva clienta Maria Brillas

És habitual trobar, en els museus dedicats al tèxtil i la moda, diferents exemples de capes. En el Museu Tèxtil i d'Indumentària de Barcelona se'n conserven diverses. És el cas de l'Herreruelo del segle xv conservat a les col·leccions del DHUB.
Un altre exemple de capa que es conserva al Museu Tèxtil i d'Indumentària de Barcelona és la que va dissenyar Pedro Rodríguez el 1974 per a la seva clienta Maria Brillas. El dissenyador, un dels grans exponents de l'alta costura espanyola, va utilitzar el drapat en la construcció d'aquesta capa, un dels treballs pels que va ser més conegut juntament amb els vestits sastre i els vestits de nit. Està feta amb punt de crepè d'acetat i plomes de marabú. Aquesta capa femenina, llarga i de color llampant, acompanyava els esplèndids vestits de nit per assistir a l'òpera o a festes socials. Encara que és de 1974, manté el caràcter de l'alta costura i la idea de peces úniques. El seu estil, tipus túnica, s'inspira en l'antiguitat grecoromana. Les plomes de marabú tenyides de color verd viu i la tela, de punt de crepè d'acetat, presenten un color molt propi en els treballs de Pedro Rodríguez. És una peça lleugera, flexible i que s'adapta al cos, alhora que fa realçar el rostre, emmarcat per les plomes.

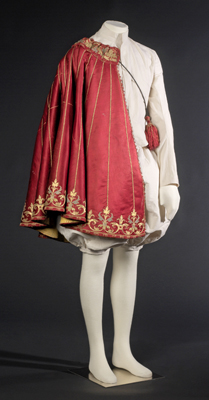
Herreruelo. Museu Tèxtil i d'Indumentària (DHUB)